# Tru64 UNIX
Tru64 est un système d'exploitation propriétaire de type Unix, développé par Digital (depuis racheté par Compaq puis HP).

## Historique
Digital Unix est l'ancien nom du système d'exploitation des ordinateurs Alpha de la société Digital Equipment Corporation (DEC). 
C'est un système d'exploitation Unix.
Ce système a été rebaptisé Tru64 Unix. La société Digital Equipment Corporation a été rachetée par Compaq puis par HP.
C'est un concurrent direct de HP-UX, de AIX et de Solaris. À la suite du rachat de Digital par Compaq puis de Compaq par HP, et avec l'existence de la gamme HP-UX chez HP, il est devenu clair que cet excellent système faisait doublon sur la gamme Unix de HP. Il est désormais annoncé par HP en fin de vie. La version actuelle est 5.1B-6.

## Caractéristiques techniques
Tru64 a été développé pour les processeurs Alpha RISC (64 bits). 
Initialement, ce système d'exploitation s'appelait OSF/1 (Open Software Foundation, partenariat Digital, IBM…) au début des années 1990. Il utilise un noyau de type Mach.
Tru64 dispose d'outils graphiques d'administration. Les logiciels sont distribués sous forme de paquetages appelés « dépôts ». Tru64 utilise XFree86, l'environnement de bureau CDE et de nombreux logiciels libres (qui peuvent être des packages en RPM).